# Дальнобойщики (телесериал)
«Дальнобо́йщики» — российский телесериал о приключениях двух дальнобойщиков-напарников.
Премьерный показ первого сезона прошёл с 10 сентября по 18 октября 2001 года на российском телеканале «НТВ», второго сезона — с 20 ноября по 26 декабря 2004 года также на телеканале «НТВ», третьего сезона — с 28 января по 18 февраля 2012 года на украинском телеканале «ICTV», в апреле 2012 года на «НТВ»

## Сюжет
(1—2 сезоны)
Главные герои — двое дальнобойщиков-напарников Фёдор Иванович Афанасьев (Владимир Гостюхин) и Александр Александрович (Николаевич) Коровин (Владислав Галкин) с Балашихинской автобазы. Бывалый шофёр большегрузного трейлера Фёдор никак не может поладить со своим новым напарником, легкомысленным и смешливым Сашкой. Авторы сериала поднимают вопрос, что может быть общего у двух совершенно разных характеров двух разных поколений. Иногда и доходит даже до ссор, но всякий раз дальнобойщиков примиряет дорога и приключения, которые ждут их впереди.
(3 сезон)
Прошло 10 лет. На автобазе, где по-прежнему работает Иваныч, больших изменений не произошло: он по-прежнему, как и 10 лет назад, крутит баранку и колесит на своей фуре по российским дорогам, но только один, без напарника. После смерти Сашки Фёдор так и не нашёл ему замену.
История начинается в тот день, когда родные и близкие, а также вся автобаза, готовятся отметить юбилей Фёдора Ивановича. Только старый дальнобойщик не любит пышные торжества, поэтому, пока на базе накрывают столы, Фёдор Иванович на своём рабочем месте — за рулём фуры. Обычный рейс, груз сопровождает симпатичная молодая женщина Ирина. Но на дороге водителя часто подстерегают опасности.

## В ролях
- Владимир Гостюхин — Фёдор Иванович Афанасьев (Иваныч)
- Владислав Галкин — Александр Александрович (Николаевич) Коровин (Сашок, 1—2 сезоны). Умер между событиями 2 и 3 сезонов. В первой серии 3-го сезона показаны кадры хроники с Сашком[3].
- Пётр Зайченко — Алексей Кузнецов (Лёха), бывший напарник Фёдора (1 сезон)
- Наталья Егорова — Нина Ивановна Афанасьева, жена Фёдора, диспетчер на автобазе
- Виктор Яцук — Пётр Марчук, дальнобойщик, брат-близнец Павла (1—2 сезоны)
- Вадим Яцук — Павел Марчук, дальнобойщик, брат-близнец Петра (1—2 сезоны)
- Дарья Михайлова — Вероника Андреевна Коровина, племянница Фёдора и Нины, невеста, позднее жена Сашка (1—2 сезоны)
- Ольга Лысак (1 сезон) / Юлия Ромашина (3 сезон) — Алёна Фёдоровна Афанасьева, дочь Фёдора и Нины (1, 3 сезоны)
- Станислав Дужников — Константин Фадин, охранник Натки (1—2 сезоны)
- Юлия Шарикова — Натка, дочь олигарха, давняя знакомая Фёдора и Сашка (1—2 сезоны)
- Сергей Друзьяк — Иван Фёдорович Афанасьев, сын Фёдора, дальнобойщик (3 сезон)
- Павел Сборщиков — Станислав Михайлович Пронин, дальнобойщик, напарник Ивана, муж Ирины (3 сезон)
- Дарья Повереннова — Ирина Меркулова, хозяйка салона красоты, жена Стаса (3 сезон)
- Олег Мосалёв — Виктор, муж Алёны (3 сезон)
- Анна Цуканова-Котт — Мария, невеста Ивана (3 сезон)
- Анна Легчилова — Зинка, официантка (1 сезон)
- Всеволод Шиловский — Афанасий Петрович, директор винбазы (1 сезон)
- Виктор Проскурин — Николай Скворцов, начальник химбазы (1 сезон)
- Марина Феоктистова — Светлана, ветеринар, сопровождающая козла Борю (1 сезон)
- Виктор Сухоруков — «бухгалтер» (1 сезон)
- Роман Мадянов — Кондратий, начальник конторы (1 сезон)
- Андрей Мерзликин — вертолётчик (19-я серия «Далеко от Москвы»)
- Михаил Богдасаров — Ашот Ванукян (1 сезон) / капитан Кучков (3 сезон)
- Сергей Воробьёв — пассажир-бандит с гранатой в чёрном автомобиле Вольво (12-я серия «Левый груз») (нет в титрах)
- Постановщики трюков: Сергей Воробьёв, Валерий Довнар

## Озвучание
- Александр Комлев — (озвучание эпизодических ролей)
- Александр Рыжков — (озвучание эпизодических ролей)
- Андрей Казанцев — врач (роль Андрей Чернышов)
- Борис Токарев — бастующий
- Олег Вирозуб — следователь
- Юрий Маляров — (озвучание эпизодических ролей)

## Список серий
| Сезон | Серии | Серии | Даты показа      | Даты показа     | Даты показа |
| Сезон | Серии | Серии | Первая серия     | Последняя серия | Канал       |
| ----- | ----- | ----- | ---------------- | --------------- | ----------- |
| 1     | 20    | 20    | 10 сентября 2001 | 18 октября 2001 | НТВ         |
| 2     | 12    | 12    | 20 ноября 2004   | 26 декабря 2004 | НТВ         |
| 3     | 12    | 12    | 28 января 2012   | 18 февраля 2012 | ICTV        |

### Сезон 1 (2001)
| № в сезоне | Название           | Дата премьеры    |
| --- | ------------------ | ---------------- |
| 1 | «Русский конвой»   | 10 сентября 2001 |
| Август 2000 года. Дальнобойщик Фёдор Иванович Афанасьев (Владимир Гостюхин) и его напарник Алексей Кузнецов (Пётр Зайченко) попадают в страшную аварию, из-за которой Алексей лишается ноги. Его место занял Александр Александрович (Николаевич) Коровин (Владислав Галкин), восстановивший «КамАЗ-54115» после аварии. Напарник молодой, и Фёдору он поначалу приходится не по нраву. Дальнобойщикам предстоит доставить из Москвы в Ростов-на-Дону гуманитарный груз для бойцов, раненных в Чечне. В состав груза входит болеутоляющее наркотическое вещество. О характеристиках перевозимого груза подслушивают бандиты и начинают их преследовать на автомобиле «ВАЗ-2108». Попытка бандитов подставить Иванычу и Сашку свою девушку заканчивается неудачей и начинается открытая погоня. Фёдору и Сане помогают взаимовыручка коллег-дальнобойщиков и собственные водительские навыки. |                    |                  |
| 2 | «Химия и жизнь»    | 12 сентября 2001 |
| Иваныч и Сашок приехали на химбазу за соляной кислотой, но из-за халатности начальника базы (Виктор Проскурин) в цистерну, на которой нет охладителей, был залит взрывоопасный и токсичный окислитель. Ситуацию осложняет установившаяся в регионе жаркая погода, из-за которой груз может взорваться в любой момент и заразить территорию в радиусе пяти километров. Однако дальнобойщики, не подозревая об опасности, спокойно отправляются в Чебоксары. Начальник химбазы поднимает панику, но не звонит в спецслужбы во избежание уголовного преследования за преступную халатность и махинации с химикатами, а самостоятельно пытается найти Александра и Фёдора вместе с заказчиком кислоты Ванукяном (Михаил Богдасаров), однако безуспешно, так как мобильный телефон, оставленный Фёдором в машине, был украден хулиганами. Дальнобойщики, тем временем, гостят у Вероники (Дарья Михайлова) — родственницы жены Фёдора Иваныча, где между ней и Сашей возникает симпатия. Только после этого в дело подключаются МЧС и милиция. МЧС принимает решение — довести машину до полигона, где опасный груз предстоит взорвать, попутно охлаждая цистерну водой из пожарных машин. Но Иваныч и Сашок, вместо того, чтобы ехать на полигон, топят цистерну в ближайшем пожарном пруду, предотвращая опасность взрыва и заражения. |                    |                  |
| 3 | «Экспедитор»       | 13 сентября 2001 |
| Дальнобойщики забирают груз и сопровождающего его экспедитора Марину (Полина Кутепова) с места аварии на шоссе, где по странному стечению обстоятельств погибли два трезвых водителя-дальнобойщика, въехав в трактор, стоявший на обочине. Марина немного странно себя ведёт, рассказывая страшные истории об убийствах и несчастных случаях, происходивших на этой дороге. Это сильно раздражает Иваныча, однако Сашок списывает всё на перенесённый девушкой сильный стресс. В это время один из двух трактористов увидел в лесу труп женщины, забросанный ветками. Напарники решают вызвать милицию. Началось расследование, в ходе которого выясняется, что настоящий экспедитор — это женщина, найденная мёртвой, а из психиатрической спецлечебницы сбежала пациентка (чье имя — Наталья Семеновна Зубова), которая выдаёт себя за экспедитора. Капитан милиции передаёт эту информацию одному из водителей — Фёдору, сидящему в этот момент за рулём. Марина, заподозрив неладное, прыскает в лицо Иванычу нервно-паралитическим ОВ и пытается выпрыгнуть из машины, но Сашку чудом удаётся остановить грузовик на самом краю карьера. Как выяснилось после, именно в этом злополучном месте много лет назад Марина была зверски изнасилована неизвестными дальнобойщиками и полуживой сброшена в карьер. Узнав о произошедшем, её отец умер от сердечного приступа, а она стала страдать психическими расстройствами. |                    |                  |
| 4 | «Кино»             | 17 сентября 2001 |
| Фуру дальнобойщиков арендуют неизвестные выходцы с Кавказа и примкнувший к ним их сообщник-славянин — уголовник Колян. Выясняется, что груз, который предстоит доставить до места назначения — видеокассеты. Хозяева вызываются сопровождать фуру на своей «Волге». По пути Иваныча с Сашком останавливают рэкетиры, но подъехавшие владельцы груза убивают их и спускают трупы вместе с их машиной в кювет. Через некоторое время владельцы груза приглашают водителей якобы на свадьбу к родственнику-молодому татарину, где на самом деле планируют обзавестись оружием. Вскоре после сдачи груза на склад «клиенты» предлагают ничего не подозревающим напарникам довезти ещё одну партию груза, но на самом деле они планируют избавиться от дальнобойщиков как от лишних свидетелей (а затем и от Коляна, как исполнителя, что скрывают от него, пользуясь языковым барьером) — перевозимые видеокассеты были начинены взрывчаткой, и на складе произошёл взрыв, в результате которого кладовщик получил серьёзные ранения. Узнав по радио о взрыве, напарники понимают суть происходящего и пытаются оторваться от бандитов. Заехав в деревню, они находят участкового (Семён Морозов), который вызывает подкрепление. В этот момент бандиты находят дальнобойщиков, и те вынуждены уходить уже вместе с участковым. В ходе второй погони Сашок сильно разбивает бандитскую «Волгу», но та остаётся на ходу, а её хозяева успевают прострелить топливный бак «КамАЗа». В итоге фура глохнет, но в самый критический момент бандитов арестовывают. В конце серии Иваныч и Сашок узнают, что их самих объявили в розыск, считая террористами. |                    |                  |
| 5 | «Дочь олигарха»    | 19 сентября 2001 |
| Лето 2001 года. Иваныч и Сашок случайно спасают от ограбления юную девушку Натку, которая выдаёт себя за дочку олигарха, чему Иваныч категорически отказывается верить. Мужики решают быстро довезти девушку и спокойно продолжить путь, однако Натка успела доставить им много хлопот, влюбившись в Сашка и потребовать у него женитьбы на ней. А Иваныч привязался к девушке как к родной и решил её удочерить. Напарники спасают Натку от бандитов, однако потом она исчезает с деньгами главных героев, а в конце серии снова появляется вместе с отцом, который действительно оказывается олигархом, а те «бандиты» были её охранниками. |                    |                  |
| 6 | «Эпидемия»         | 20 сентября 2001 |
| Из-за эпидемии холеры Иваныч и Сашок вместе с «экипажами» других машин вынуждены сидеть на карантине больше трёх недель. От безделья у мужчин сдают нервы. Между Сашком и дальнобойщиком Юрко происходит ссора и драка. Через несколько минут на месте потасовки Юрко находят убитым с торчащим из шеи ножом. На рукоятке орудия преступления находят отпечатки пальцев Коровина (Сашка). Он же утверждает, что дрался, но не убивал и, тем более, не держал в руках никакого ножа. Тем временем Фёдор, не веря в то, что Сашок — убийца, вместе с парнишкой-механиком Стасом (Михаил Калиничев) начинают своё независимое расследование, в ходе которого они используют «наглядное пособие» — детективный роман. Подозрение падает то на одного, то на другого водителя, что настраивает их всех против Иваныча. Но Фёдор не собирается бросать друга в беде, и в итоге он находит виновного. Им оказывается напарник Юрко — Антон. Мотивом для убийства послужило то, что какое-то время назад Антон проиграл Юрко свой пай на трейлер. Проигравший Антон затаил обиду, хоть и напарники долгое время работали вместе (с 1992 года). Фёдор и Стас вместе проводят грамотный блеф, после которого убийца сам себя и выдал. К этому моменту на базу приезжает лейтенант (Юрий Степанов), который ведёт это дело. Иваныч предоставил ему доказательства, что Сашок не виновен. К этому моменту карантин заканчивается, лейтенант освобождает Сашка, а фура Юрко и Антона переходит в собственность братьев-близнецов Марчуков. |                    |                  |
| 7 | «Зелёные бригады»  | 24 сентября 2001 |
| Иванычу и Сашку поручается ответственное задание: они должны отвезти в Ростов-на-Дону редкого саблерогого козла для воспроизводства. Ценный груз сопровождает девушка-ветеринар Светлана. На животное уже открыта охота: подпольный делец-коллекционер (Александр Пороховщиков) даёт задание банде байкеров-рокеров отбить козла и привезти его голову. Моторизованные братки угоняют фуру, в которой запирают избитых водителей вместе со Светой. Неожиданно их освобождают «зелёные», вознамерившиеся провести «крупную рекламную акцию» — выпустить животное на волю, но на деле они оказываются ещё худшими бандитами, чем байкеры (один из них в приступе слепой ярости убивает байкера за то, что тот сжёг на костре лягушку). В критический момент ситуацию спасает Светлана, угрожая убить козла, если их не отпустят. |                    |                  |
| 8 | «Лебедянь»         | 26 сентября 2001 |
| Жена Иваныча, Нина Ивановна, даёт напарникам задание привезти из Липецка 10 холодильников. В придорожной столовой населённого пункта Лебедянь Иваныч влюбляется в официантку Зину (Анна Легчилова). Сашок пытается уговорить напарника ехать дальше, но Фёдор всерьёз подумывает о женитьбе. Для сохранения брака Иваныча и Нины Сашок соблазняет Зину, в итоге Иваныч застаёт их и ссорится с Зиной, и напарники едут дальше. После рейса Фёдор решает зайти к Зине, но застаёт её собирающей вещи для отъезда в Новую Зеландию. В конце серии она присылает Иванычу по электронной почте письмо со своей фотографией. |                    |                  |
| 9 | «Дым в лесу»       | 27 сентября 2001 |
| Иваныч и Сашок везут цветы в Санкт-Петербург. По дороге они попадают в зону лесных пожаров и случайно выезжают на дом, где обнаруживают группу молодых сектантов под предводительством «гуру» (Борис Химичев), который истязает себя и своих послушников. Огонь тем временем приближается к самому дому и машине дальнобойщиков. «Гуру» готовит акт массового самоубийства через самосожжение, но в последний момент друзьям удаётся спасти подростков. |                    |                  |
| 10 | «Лёха»             | 1 октября 2001   |
| На одном из перекрёстков родного города (Балашиха) Иваныч встречает своего бывшего напарника Лёху, который под видом десантника-ветерана побирается, сидя в инвалидной коляске, при этом делая вид, что не узнаёт Фёдора. Попытка помочь другу заканчивается тем, что Иваныча жестоко избивают бандиты, «охраняющие» инвалида, а потом забирает милиция. Освободившись из милицейского отделения, напарники едут в квартиру к Лёхе, но новая хозяйка квартиры (бывшая подруга Лёхи) устроила там бордель. Иванычу удаётся отыскать бывшего напарника в захолустном общежитии в обществе себе подобных калек и рабочих с ближнего зарубежья. Протрезвевший наутро Алексей рассказывает банальную историю о том, как его сначала подобрала, а потом обобрала хозяйка борделя, отняв квартиру. Сашок, прикинувшись инвалидом, проникает в логово бандитов и достаёт компромат на «хозяйку» и её подручных. Алексей возвращается в свою квартиру. |                    |                  |
| 11 | «Побег»            | 2 октября 2001   |
| Иваныч и Сашок доставляют гуманитарную помощь в ИК. Пока идёт разгрузка трейлера, группе заключённых под предводительством криминального авторитета Пиганова по прозвищу «Падре» удаётся покинуть тюрьму в фуре напарников. Чувствуя, что пора покидать убежище, зэки вынуждают водителей остановиться, начиная раскачивать фуру во время езды. Они заставляют Иваныча и Сашка ехать к указанному месту, попутно резко изменив маршрут из-за халатности их сообщника-алкоголика, который не отремонтировал в срок вертолёт, с помощью которого они планировали сбежать из региона. Но напарники идут на хитрость и завозят зэков в тупик, где ведутся ремонтные работы. Начавшиеся в стане преступников разборки помогают водителям вместе с дорожными рабочими «повязать» беглецов. |                    |                  |
| 12 | «Левый груз»       | 3 октября 2001   |
| Некто Денис Анатольевич (Андрей Егоров) фрахтует фуру для перевозки груза во Владикавказ с военного склада и заявляет, что груз — профили для стеклопакетов. В пути Сашок замечает следующий за ними чёрный «ВАЗ-2109», но Денис поясняет, что это нанятая им охрана груза. В пути Денис Анатольевич вынужден признаться, что груз краденый и нужно ехать в Баку, при этом шантажирует напарников, применяя оружие, с целью заставить их ехать дальше. Позже водители замечают очередной «хвост» — тёмно-зелёный «Volvo 242». Дело кончается тем, что люди из «Volvo» взрывают «Жигули» с охраной и начинают преследование «КамАЗа». Тогда Денис сознаётся, что везёт установки ПЗРК «Игла-5». На ночной стоянке Сашок уговаривает проститутку (Мария Порошина) напоить Дениса клофелином и, оторвавшись от преследователей, напарники доставляют спящего Дениса вместе с грузом назад (к месту, откуда забирали). Аванс, естественно, они оставляют себе, ведь за него никто нигде не расписывался. |                    |                  |
| 13 | «Школа демократии» | 4 октября 2001   |
| Иванычу и Сашку, доставившим груз в Сибирь, предлагают «халтуру»: перевезти партию водки с изображением местного губернатора, который баллотируется на второй срок. Их сопровождают «братва» и «бухгалтер» (Виктор Сухоруков), оказавшийся держателем местного общака. На подступах к городу дорогу им преграждает пикет из лагеря, противоборствующего действующему губернатору. Напарникам приходится идти на хитрость, чтобы проехать далее. Но на втором посту пикета напарники узнают, что, помимо водки, везут и огромную партию «общаковских» денег для грязных избирательных технологий губернатора. Тогда банда «бухгалтера» под дулом пистолетов заставляет главных героев довезти всё до места назначения. Сокращая путь, по идее «бухгалтера» и «братвы», чтобы успеть в срок, дальнобойщики съезжают на просёлок, где застревают на броде реки. Благодаря хитрости Сашка, там на помощь им вмиг приходит РУБОП мэра (Андрей Ростоцкий). |                    |                  |
| 14 | «Последняя игра»   | 8 октября 2001   |
| Иваныч и Сашок подбирают на трассе отставшего от автобуса старика Петра Михайловича (Михаил Глузский). Выясняется, что он, обладая феноменальной памятью, страдает её провалами или, как он их называет, «выкидышами». По пути они останавливаются в придорожной гостинице «Дальнобой», где действует банда карточных шулеров во главе с Сан Санычем по кличке «Чёрный» (Эммануил Виторган). Ничего не зная об этом, Сашок садится за карточный стол и проигрывает все деньги. Иваныч, желая вернуть проигранное, ставит на кон фуру и проигрывает её. Узнав об их беде, Пётр Михайлович спускается в зал, чтобы сыграть свою последнюю игру. Начинается поединок между ним и «Чёрным», оказавшимся его старинным знакомым и бывшим коллегой по КГБ, из-за доноса которого старик отсидел срок и похоронил жену; игра заканчивается победой Петра Михайловича и возвратом фуры напарникам. |                    |                  |
| 15 | «Самосуд»          | 9 октября 2001   |
| На продуктовом рынке в Рязани Сашок вступает в конфликт с армянскими торговцами. Чуть позже на трассе напарники случайно сбивают в кювет «ВАЗ-2108», водитель которой вёл себя очень странно, не давая возможности ни отстать от него, ни обогнать. Из неё достают парня, который, немного придя в себя, представился Вованом (Алексей Шевченков). В больницу ехать он отказывается, но попросил подвезти его до деревни Вознесенское. По дороге их догоняют машины с кавказцами и требуют отдать им пассажира, но в это время подъезжают местные бандиты во главе с отставным капитаном милиции и, отбив Вована (которого те называли Лёнчиком из-за его частой фразы «ли-чёли»), в благодарность везут Фёдора и Сашка в сауну. Здесь напарники узнают, что спасённый ими Вован с сообщниками изнасиловал девочку-армянку, а догонявшие их кавказцы были её родителями — интеллигентными людьми с высшим образованием. Напарникам удаётся не только вырваться от «гостеприимных» бандитов, но и, захватив с собой Вована, доставить его армянам. Те отказываются от самосуда и вызывают милицию. |                    |                  |
| 16 | «Свой бизнес»      | 10 октября 2001  |
| Осень 2000 года. Нина Ивановна, жена Иваныча, взявшая кредит под залог квартиры, выкупает небольшой склад, чтобы открыть собственное дело и вместе с мужем и Сашком стать не зависимыми ни от кого. Но уже скоро в семье Фёдора начинаются склоки из-за денег, а бизнес начинает приносить больше убытков, чем прибыли. А далее на Нину наезжают цыгане, требуя заплатить долги предыдущего владельца склада. Затем НС-скинхеды берут Нину в заложники, требуя выкуп. Иваныч и Сашок едут на базу и просят коллег-дальнобойщиков о помощи. Вместе они приезжают к месту сборища НС-скинхедов и отбивают Нину в ходе массовой драки. После этого Нина Ивановна решает завязать с «бизнесом» и продаёт склад. |                    |                  |
| 17 | «Призрак»          | 11 октября 2001  |
| Иваныч и Сашок по заказу Минздрава Украины везут из Нижнего Новгорода в Киев груз. В пути случаются странные вещи: знакомый повар-кавказец, другие дальнобойщики и сотрудники АЗС постоянно говорят им, что уже видели их фуру некоторое время назад. Напарники пытаются доказать, что такого не могло быть, но им отказываются верить. Ночью Сашок убеждается в существовании двойника, увидев точно такую же фуру, проехавшую мимо места стоянки дальнобойщиков. Со спящим Фёдором он поехал следом за загадочной фурой, но вскоре остановился. Связавшись с хозяином груза (Ярослав Бойко), дальнобойщики понимают, что кто-то замаскировался под их машину. Оказывается, конкурент хозяина груза решил воспользоваться их документами для перевозки крупной партии наркотиков. Иванычу и Сашку остаётся одно: попасть на границу с Украиной раньше, чем «двойникам». Срезав путь по просёлочной дороге, напарникам удаётся настигнуть «двойников» на границе, не дав им проехать через таможню. |                    |                  |
| 18 | «Форс-мажор»       | 15 октября 2001  |
| Очередной заказчик уговаривает Фёдора подстроить аварию, чтобы получить страховку за груз. Иваныч отказывается, зато соглашаются его приятели — близнецы Пётр и Павел Марчуки. Сначала они пускают свою фуру накатом вниз по склону и затем по дороге, оставив включённую трансмиссию, но подоспевшие Иваныч и Сашок «спасают» их машину. Две следующие попытки братьев выполнить «уговор» также заканчиваются провалом. Заказчик решается привлечь «специалиста» по форс-мажорным обстоятельствам (Юрий Кузьменко), который привык действовать весьма негуманно. Он решает подстроить взрыв, несмотря на то, что тем самым рискует лишить жизни водителей, однако из-за нелепой случайности гибнет сам. Близнецов же вновь спасают подоспевшие Иваныч и Сашок. |                    |                  |
| 19 | «Далеко от Москвы» | 17 октября 2001  |
| Иваныч и Сашок получают ответственное задание от Афанасия Петровича, старого знакомого Фёдора — со всеми предосторожностями доставить к месту назначения партию «виноматериала», предназначенного для французского бизнесмена Пьера (Игорь Ясулович). По пути они встречают мужчину (Иван Агапов) с беременной женой, роды у которой начинаются прямо в дороге. Сашок самостоятельно принимает появившегося на свет малыша, но женщину срочно нужно доставить в город. Фельдшер провинциального города сделал всё, что мог, но сказал, что не в силах остановить кровотечение, так как в больнице практически нет даже лекарств первой необходимости. Напарники принимают решение отвезти её в Москву на вертолёте с местной авиабазы. Выпросив под разными предлогами у жителей деревни необходимое количество керосина, они отправляют мать на вертолёте. Все эти события не могли не сказаться на качестве перевозимого груза, но француз всё-таки соглашается на сделку. Родившегося мальчика счастливые родители называют Александром в честь спасителя. |                    |                  |
| 20 | «Вероника»         | 18 октября 2001  |
| Сашок подозревает неладное в отношениях с Вероникой (племянницей Нины Ивановны). Сначала он думает, что она беременна и ссорится с ней по этому поводу. Затем он узнаёт, что Вероника быстро собралась замуж за своего научного руководителя. Узнав об этом, он пытается угрожать жениху Вероники монтировкой. Придя с цветами к квартире Вероники, Саша понимает, что она не одна: из-за чего в гневе ломает дверь и бьёт жениха, после чего попадает в милицию. Майор юстиции, арестовавшая Сашка, становится на сторону потерявшего надежду дальнобойщика и предлагает ему устроить побег. Во время уборки территории Сашок залезает на гаражи и спрыгивает на фуру, которую своевременно подогнал Фёдор. В ЗАГСе Вероника, увидев Сашка, сбегает с возлюбленным Саней со своей собственной свадьбы. |                    |                  |

### Сезон 2 (2004)
| № общий | № в сезоне | Название               | Дата премьеры   |
| --- | ---------- | ---------------------- | --------------- |
| 21 | 1          | «Двойной капкан»       | 20 ноября 2004  |
| 2004 год. Иваныч и Сашок получают новый «КамАЗ-5460» жёлтого цвета и прощаются со старым «КамАЗ-54115». В первой же поездке четверо дорожных бандитов подставляют им под удар свою иномарку и требуют деньги на ремонт. Иваныч отправляется за деньгами, а Сашка бандиты оставляют в заложниках. В это время на дорогу прямо к машине, в которой сидят бандиты и пленённый Сашок, выходит девушка. Ей нужна помощь — её жених Игорь попал в медвежий капкан, поставленный бандитами. Бандит Эдик по кличке «Боксёр» (Виталий Абдулов), якобы согласившись помочь, идет за девушкой в лес, где пытается её изнасиловать, но вовремя подоспевший Фёдор спасает девушку, ударив «Боксёра» дубинкой по спине, и вытаскивает Игоря из медвежьего капкана. Сашок спасается бегством, угнав иномарку бандитов и подставив её под лобовой удар «КамАЗа». Бандиты остаются ни с чем. |            |                        |                 |
| 22 | 2          | «Сель»                 | 21 ноября 2004  |
| Пять машин («ВАЗ-2101» с семьёй дачников, школьный автобус «КАвЗ-3976» с детьми, фура Иваныча и Сашка, милицейская «буханка» с двумя милиционерами и «ВАЗ-2109» с двумя парнями) во время сильного ливня и грозы оказались запертыми на целую ночь в горной дороге на Кавказе из-за схода селевого потока. Иваныч и Сашок, опасаясь потопа и обрушения грунта, начинают делать подкоп вместе с водителями других машин, чтобы отвести воду, предотвратить катастрофу и спасти всех. |            |                        |                 |
| 23 | 3          | «Чужой беды не бывает» | 27 ноября 2004  |
| Не могут Иваныч и Сашок проехать мимо людского горя — для них «чужой беды не бывает». Сначала, они останавливаются у места гибели их коллег-отца и сына-знакомых Иваныча, в страшной аварии, затем видят пожар и бросаются на помощь — спасать скарб и скот сельчан. Чуть позже приезжают пожарные и милиция. Лейтенант милиции говорит Сашку, что это уже третий случай в районе, а на месте предыдущего пожара были найдены пара перчаток и канистра. Капитан милиции (Юрий Дуванов) даёт напарникам рабочий телефон и свой домашний адрес. На следующий день Иваныч и Сашок видят, что дорогу перебегают трое бродяг с канистрами. Вспомнив слова лейтенанта, Сашок бежит за бродягами, чтобы поймать их, а Иваныч в это же время звонит капитану. Сашок ловит лишь двух бродяг, а третий успевает оторваться. Бродяг запирают в фуре и едут к капитану. Иваныч с Сашком узнают, что капитана уволили после того, как он узнал причину пожаров. Капитан сказал, что бродяги стали давать признательные показания. Иваныч и Сашок помогают людям, лишившимся домов, вещами и прочим. Пока они помогают, уволенный капитан вместе со старым другом, полковником ФСБ, проведя небольшое расследование, узнают от некоего Иннокентия Львовича (Валерий Магдьяш), что участки, на которых сгорали деревни, продаются на аукционах. Выясняется, что капитана уволили по просьбе Иннокентия Львовича, чтобы не выяснилась причина пожаров. Организаторами этих преступлений оказываются Валентина (бывшая жена Иннокентия Львовича) и некто Руслан. В это же время Сашок ловит третьего удравшего бродягу и с помощью Иваныча приводит его в офис, где находятся капитан, полковник, Валентина и Руслан. В конце серии Валентину и Руслана арестовывают. |            |                        |                 |
| 24 | 4          | «Угон»                 | 28 ноября 2004  |
| Иваныч и Сашок, проезжая мимо пляжа, решают искупаться, однако на пляже сообщницы местных лже-ГАИшников крадут у них одежду и документы, а следом и фуру. В одних плавках напарники добираются до ближайшего отделения милиции и заявляют о пропаже. Им обещают помочь, но вскоре из-за списанной милицейской формы напарники сами попадают под подозрение и их арестовывают. Узнав об этом, Нина Ивановна, а также близнецы Пётр и Павел Марчуки едут их спасать. По пути их останавливают инспекторы ГАИ и требуют оплатить штраф за превышение скорости. У одного из них Нина увидела телефон Фёдора. Убедившись в этом, они с Петром понимают, что это именно те лже-ГАИшники, которых разыскивают целый месяц. Преступники требуют открыть фуру, после чего начинают странным образом осматривать груз. Павел, также убедившись, что перед ним бандиты и, воспользовавшись моментом, закрывает их в фуре. Тем временем Иваныча и Сашка освобождают, а также возвращают угнанную фуру с грузом, который также остался целым. Подоспевшие Нина и близнецы сдают «сотрудников ГАИ» в руки милиции, где их опознают по составленным фотороботам. |            |                        |                 |
| 25 | 5          | «Белоснежка»           | 4 декабря 2004  |
| Иваныч и Сашок знакомятся в пивной с Юлием Карловичем Шибуняевым, директором и художественным руководителем театра лилипутов «Колибри». Он предлагает напарникам работу — турне по пионерским лагерям с премьерой спектакля «Белоснежка», где главную роль исполняет его жена Матильда Павловна, женщина нормального роста и вполне дородная. Напарники приезжают в лагерь, директор которого в честь приезда устраивает застолье, после которого Матильда Павловна исчезает вместе со своим любовником. Юлий Карлович в отчаянии, но Иваныч и Сашок спасают положение. |            |                        |                 |
| 26 | 6          | «Полуторка»            | 5 декабря 2004  |
| Три археолога находят на дне реки полуторку времён войны. В результате вытягивания полуторки у них лопается трос на лебёдке, и один из археологов едет на трассу ловить тягач. Иваныч и Сашок соглашаются помочь археологам и на следующий день вытаскивают полуторку из дна реки. После буксировки водители и археологи находят на борту полуторки боеприпасы — бомбы времён той же войны. Полуторку перецепляют на жёсткую сцепку к «КамАЗу» и везут подальше от места находки. Из-за двух парней на «Запорожце-кабриолете», встретившихся дальнобойщикам, из борта полуторки на берег реки сваливаются несколько боеприпасов и взрываются. Позже оставшиеся боеприпасы сдают военным, а полуторку сдают в музей. |            |                        |                 |
| 27 | 7          | «Приватизация»         | 11 декабря 2004 |
| Иваныч и Сашок оказываются невольными участниками аферы с приватизацией их автобазы. Обманутые водители меняют свои акции на водку, которую, решив «подхалтурить», доставили напарники. Водка оказалась «палёной»: отравившись ей, в больницу попадают близнецы Марчуки. Иванычу и Сашку приходится исправлять всю ситуацию с автобазой. |            |                        |                 |
| 28 | 8          | «Дураков дорога учит»  | 12 декабря 2004 |
| Двое перегонщиков иномарок из ближнего зарубежья попали в переделку: их избили и бросили на обочине, а машину, которую они перегоняли, забрал бывший напарник. Иваныч и Сашок подбирают бедолаг и, нагнав угонщиков, застрявших в капустных отходах вместе с «КамАЗом» братьев Марчуков, рассыпанных по небрежности пьяным трактористом, вершат свой суд. |            |                        |                 |
| 29 | 9          | «Дезертир»             | 18 декабря 2004 |
| Иваныч и Сашок подбирают в лесу парня в военной форме, сбежавшего из военной части от «дедовщины». Напарники переодевают его в шофёрскую робу, сажают за руль и таким образом провозят через блок-посты, поставленные из-за двух сбежавших рецидивистов, а затем встречают мужика с факелом, который рассказывает им, как двое «бритоголовых» его ограбили и отняли машину. На очередном посту ГАИ фуру останавливают якобы милиционеры, которые и являются сбежавшими бандитами. Начинается схватка, в результате которой сбежавший солдат получает огнестрельное ранение, а Иваныч и Сашок разоблачают «оборотней в погонах». Сдав бандитов в руки милиции, рядового везут в больницу, где ему проводят успешную операцию по изъятию пули. Капитан навещает беглеца в больнице и признаётся, что не накажет его за «самоволку» и разберётся с «дедовщиной». |            |                        |                 |
| 30 | 10         | «Туман»                | 19 декабря 2004 |
| Иваныч и Сашок везут груз в особняк, но внезапно спускается туман, и они не могут ехать дальше. Тем не менее, они нашли дорогу и приехали в тот самый особняк, где встречают свою старую знакомую Натку — дочь олигарха, умершего за год до описываемых событий. Охранник Натки Константин Фадин рассказывает, что этот особняк некоего Станислава Верховского, жениха Натки, а сам Станислав — брачный аферист, которому нужны только её деньги. Иваныч и Сашок встречаются с Наткой и пытаются уговорить её не выходить замуж, но Натка сама убеждается в этом, застав Станислава в объятиях своей массажистки. Натка решает расстроить свадьбу, но Станислав решает насильно оформить брак. Фёдор и Сашок препятствуют ему. |            |                        |                 |
| 31 | 11         | «Борьба за выживание»  | 25 декабря 2004 |
| Фуру Иваныча и Сашка арендует азербайджанец Назим и теперь напарники колесят по деревням и сёлам, скупая у селян выращенные ими овощи. Назима и его грузчиков-нелегалов задерживает милиция из-за отсутствия документов, но вскоре отпускает. В деревне Ключи у напарников с одним из жителей вспыхивает конфликт с закупкой картофеля. Фёдор преподаёт ему урок путём выбрасывания из окна, чтобы тот не поднимал руку на жену и дочь и прекращал пьянствовать. Конфликт улаживается и всё встаёт на свои места. |            |                        |                 |
| 32 | 12         | «Джингл Белл»          | 26 декабря 2004 |
| Предновогодняя ночь не обходится у дальнобойщиков без приключений — сначала им попадается перевернувшаяся машина с пассажирами, а потом незнакомый ГАИшник просит их свернуть в дачный посёлок, чтобы помочь соседям, оставшимся без света. А между тем дома их ждут жены и до встречи нового года остаются считанные часы. В конце концов всё налажено, но Иванычу и Сашку приходится встречать новый 2005 год сначала на даче у соседей, которым они помогли, а потом — в салоне КамАЗа. |            |                        |                 |

### Сезон 3 (2012)
| № общий | № сезона | Название               | Дата премьеры   |
| --- | -------- | ---------------------- | --------------- |
| 33 | 1        | «Юбилей»               | 28 января 2012  |
| 2010 год. Фёдор Иванович после потери напарника и близкого друга Александра (Сашка) ездит один. Вот и в этот раз свой юбилей он встречает за рулём в компании экспедитора Ирины. Тем временем на автобазе накрывают столы, к застолью приехал и сын Иван. Но на скользкой трассе гружёную фуру подрезает лихач и «КамАЗ» опрокидывается на правый бок. Иваныча и Ирину подбирает и отвозит в больницу случайный водитель Станислав. Прибывшие на место ДТП сотрудники ДПС сообщают на базу об аварии и пропаже водителя. Банкет, ещё не начавшись, рискует превратиться в поминки, но тут перед обеспокоенными родственниками и коллегами предстаёт Фёдор Иванович с новыми друзьями — Ириной и Станиславом. |          |                        |                 |
| 34 | 2        | «Сабля»                | 28 января 2012  |
| Иван и Станислав устраиваются на автобазу. Иван отправляется с папой в рейс в Казахстан. Увлекающийся холодным оружием, на рынке он почти за бесценок покупает старинную саблю и тайком от папы прячет её в фуре. Неожиданно на таможне в Оренбурге фуру начинают досматривать и находят героин, спрятанный в раме. Иван, подумав на папу, сбегает с таможенного пункта, чтобы принять вину на себя. Отец пытается выгородить сына, но ему не верят, так как понимают, что и он видит героин впервые. Станислава командируют в Оренбург забрать фуру с грузом, в пути он встречается с Иваном и они начинают собственное расследование. |          |                        |                 |
| 35 | 3        | «Напарники»            | 29 января 2012  |
| Иван и Станислав уходят в рейс, который для Ивана является первым самостоятельным. Тут-то и начинаются настоящие приключения. Станислава начинают преследовать неизвестные, приняв за бандита Гарика, а Иван неожиданно встречает своего бывшего начальника (Игорь Верник), которого считал погибшим, однако сам начальник не очень-то и рад этой встрече. В итоге на жизнь напарников совершаются несколько покушений, а бывшего начальника Ивана задерживает полиция. |          |                        |                 |
| 36 | 4        | «Няньки»               | 29 января 2012  |
| Иван и Станислав находят в одном из ящиков в своей фуре маленького ребёнка. Все попытки отдать малыша в полицию, дом малютки и даже бездетной двоюродной сестре Ивана в Рязани терпят крах. В это же время рассеянный папа путает машины и кладёт своего месячного ребёнка в такой же автомобиль, а сам уезжает на своём. Обнаружив пропажу, он подаёт в розыск. В одном из отделений как раз видели водителей с младенцем и объявляют их в розыск. Тем временем ребёнок оказывается в автомобиле Нелли Клепицкой, не имеющей детей. Приняв его за подарок судьбы, она решает его незаконно оставить себе. |          |                        |                 |
| 37 | 5        | «Любовный треугольник» | 4 февраля 2012  |
| Ирина арендует фуру Ивана и Станислава для перевозки косметики и сама отправляется с ними в рейс. Однако её проблемы в бизнесе сваливаются также и на плечи напарников. Сначала фуру задерживают продажные сотрудники ДПС, затем её сталкивают в кювет другие водители. Станислав понимает, что Ирина ему небезразлична. На ночлеге в деревне за Ириной приезжает её компаньон Макс, жаждущий от неё избавиться. Почуяв неладное, Иван и Станислав устремляются на помощь. |          |                        |                 |
| 38 | 6        | «Дурная компания»      | 4 февраля 2012  |
| Возвращаясь домой и остановившись в мотеле, Иван знакомится в бильярдной с неким Сергеем Сергеевичем, очень влиятельным человеком, и соглашается за немалые деньги, втихаря от Станислава, перевезти груз. По прибытии на базу выясняется, что «КамАЗ» проехал лишние 253 километра и за этим грядут большие неприятности. Поссорившись с отцом, Иван уходит работать к Сергею Сергеевичу и вскоре понимает, что попал в передрягу. На автобазе появляется подозрительный молодой человек Костя и моментально втирается в доверие диспетчера Алёны. Устроившись к Станиславу напарником, он угоняет фуру с электроникой и пригоняет на перевалочный пункт к Сергею Сергеевичу. Груз перегружают, а грузовик решают сжечь. Иван узнаёт свой «КамАЗ» и уводит горящую фуру к дорожной автомойке. Тем временем Иваныч и Станислав решают выручить Ивана из лап криминала и не дать ему сдаться в полицию, и сталкиваются с ним в дороге. Станислав обращается за помощью к следователю Игорю Кротову, своему армейскому другу, и просит выдать Ивана за агента под прикрытием. Сергея Сергеевича арестовывают, а Иван возвращает себе честное имя. |          |                        |                 |
| 39 | 7        | «Оренбургский платок»  | 5 февраля 2012  |
| Иван и Станислав собираются в рейс в Оренбург, женщины просят их привезти оттуда знаменитые платки. Однако звонок следователя Кротова приводит водителей в Орёл, где Игорь просит помочь провести операцию по задержанию банды контрабандистов, к тому же преследующих бывшую жену Станислава — следователя, которая когда-то вела их дело. За напарниками то и дело ведётся постоянная слежка, однако чёткие спланированные действия полиции и водителей помогают провести задержание. |          |                        |                 |
| 40 | 8        | «Два плюс три»         | 5 февраля 2012  |
| В пути Иван и Станислав слышат по радио объявление об исчезновении главного бухгалтера крупной корпорации, замешанного в крупных денежных махинациях. Увидев впереди ремонт дороги, они сворачивают на просёлочную дорогу в поисках объездного пути. Блуждая по лесу, они наталкиваются на привал, где остановились двое мужчин и женщина. Немногим позже выясняется, что она и есть тот самый разыскиваемый бухгалтер. Однако она не признаёт себя виновной и просит Ивана и Станислава увезти её, так как за ней идёт охота. |          |                        |                 |
| 41 | 9        | «На живца»             | 11 февраля 2012 |
| На посту ДПС в кабину фуры Ивана и Станислава подбрасывают пакетик с наркотиками. Станислав это видит, и отъехав от поста пару километров, избавляется от него. На следующем посту фуру досматривают по полной программе, но ничего не находят. Позже на автобазу приходят сотрудники МВД и просят Ивана и Станислава помочь провести спецоперацию по задержанию сотрудников ДПС, «разводящих» водителей на деньги (сработать «на живца»). Поначалу водители отказываются, но Ирина и старый друг майор Ковалёв убеждают их согласиться. Фуру загружают бутафорским оружием и наркотиками, устанавливают видеокамеру и отправляют в рейс в сопровождении ОМОНа. Вначале всё идёт по плану, задерживают 8-х сотрудников. Однако над вымогателями покровительствует генерал-майор милиции Юдин. В итоге операции дают отбой, напарники сами оказываются в роли задержанных, руководителя операции Ковалёва отстраняют, а видеоматериалы уничтожают. Однако журналист Марина успевает сделать копии и выпустить материалы в телеэфир, тем самым разоблачив непорядочного генерала.                                                                 |          |                        |                 |
| 42 | 10       | «Сюрприз»              | 12 февраля 2012 |
| Иван переживает кризис в отношениях с Машей; Маша считает, что Иван уделяет ей мало внимания. В гостинице напарники знакомятся с симпатичной девушкой Юлей, однако у неё есть очень ревнивый жених — дальнобойщик Кирилл, ревнующий её к каждому столбу. Света, подруга Юли, советует ей привлечь к себе внимание Кирилла необычным способом — станцевать в его фуре эротический танец. Однако Юля по ошибке залезает в фуру Ивана и Станислава, чем впоследствии их очень ошарашивает. Кирилл, узнав об этом, устремляется за ними вдогонку. Тем временем Маша, по совету Нины Ивановны, едет в Ростов-на-Дону, куда Иван должен прибыть с грузом. Приехав, и обнаружив в кабине другую девушку, Маша устраивает Ивану сцену ревности, и в это же время приезжает Кирилл и избивает его. Уладив конфликт с помощью Станислава, они не обнаруживают своих женщин. Кирилл и Иван отправляются на поиски. |          |                        |                 |
| 43 | 11       | «Ценный груз»          | 18 февраля 2012 |
| Тяжёлая работа у дальнобойщика — никогда не знаешь, что тебя ждёт. Так вместо груза с компьютерами попались наркотики, а экспедитор оказался капитаном полиции, работающим под прикрытием. |          |                        |                 |
| 44 | 12       | «Баллада о солдатике»  | 18 февраля 2012 |
| Рядовой Паша Бурёнкин, узнав, что его девушка Майя выходит замуж, сбегает из воинской части. Вслед за ним устремляется капитан Кучков, желающий без шума вернуть друга в часть. Тем временем Майя, девушка Паши, решает вернуться и объясниться с любимым. Бурёнкин, Майя и Капитан Кучков то и дело оказываются то в «патриоте» Фёдора Ивановича, то в «КамАЗе» Ивана Фёдоровича и всё-таки встречаются в доме Афанасьевых. |          |                        |                 |

## Фестивали и награды
- 2002 — Премия «Золотой Орёл» — Владилен Арсеньев — За лучший телесериал, Владислав Галкин — За лучшую мужскую роль второго плана.
- 2002 — Премия «ТЭФИ» — номинация в категории Телевизионный художественный/игровой сериал.
- 2002 — Евразийский телефорум (также известен как Межгосударственный телефорум стран СНГ «Содружество») — приз актеру Владимиру Гостюхину «За лучшую мужскую роль в телевизионном сериале»[4]

## Музыка в фильме
- Александр Пантыкин — композитор
- Георгий Николаенко — композитор; песни «На вираже» и «Русь»
- Алексей Сафронов и группа «Поезд Куданибудь» — «Судьба моя-дорога», «Куда спешишь, дорога?», «Так дорога длинна» и «Неведомая даль».
- «Високосный год» — «Тихий огонёк» (все серии, заглавная песня)
- Сергей Трофимов — «С добрым утром», «У времени реки», «В такую тьму», «Алевтина».
- Ирина Эла Акаго — «Лебеди»
- «ДДТ» — «Ты не один»
- «СерьГа» — «Ты мало запросил», «Дороги, которые мы выбираем»